# 蘇門答臘島
蘇門答臘島是印尼最西面的一個大島，也是全球第六大島嶼，全島面積達47萬平方公里，人口58,455,800人（2019年）。

## 地理
蘇門答臘島呈西北—東南走向，在中間與赤道相交叉，由兩個地區组成：西部巴里散山脈和東部的沼澤地。
蘇門答臘島東南與爪哇島隔著巽他海峽相望，北方隔著马六甲海峽與馬來半島遙遙相對，東方隔著卡里馬達海峽毗鄰加里曼丹島，西方瀕臨印度洋。
巴里散山脈為青藏高原新生代山脈的連續，縱貫蘇門答臘島。該地區發現了煤、黃金礦床。火山所噴發的礦物質使得土壤肥沃。山脈景象優美而迷人，如多巴湖周圍區域。
在東部，強大河流把淤泥帶到下游，形成了遼闊的平地，遍布沼澤和湖泊。雖然該地區宜耕土地少，對農業不利，但是其對印尼經濟發展的重要性不可低估，因為“地上出產油，地下蘊藏油”：棕櫚油和石油。
在古代，蘇門答臘島的大部分地區被熱帶雨林覆盖，這些森林曾經是寶貴動植物（紅毛猩猩、老虎、貘、大花草等）的棲息地。不幸，當局的貪污風氣和非法森林開發使得這些原始森林目前面臨毀滅的危險。連所謂的“保護區”也遭到砍伐。
蘇門答臘島位於亞欧板塊的西緣，該島以北地區位於印度板塊邊緣，是歐亞地震帶的一部份。2004年12月26日，2004年印度洋大地震引發的10米高海嘯席捲蘇門答臘西部的沿海地區，造成嚴重破壞，在印尼就有超過八萬人死亡，災情主要集中在亞齊省和北蘇門答臘省。

## 歷史
蘇門答臘的古名為suvarṇa dvīpa（梵文：“金島”），中国文献中也称为“火洲”，“金洲”，马来语称为Pulau Emas，也指金洲，顯然是因為自古以來蘇門答臘山區出产黃金。16世纪时“金洲”之名声，曾吸引不少葡萄牙探险家远赴蘇門答臘寻金。
蘇門答臘處於海上丝绸之路要道，所以經濟繁榮，貿易城市大量出現，特別是在東部，印度教也隨著滲透到這個地區。
古时蘇門答臘岛上有室利佛逝、蘇門答臘、八昔、亞齊、那孤儿和黎代等古国。

### 室利佛逝国
5世纪-6世纪南北朝（420年—589年）时有干陀利国。
7世纪中叶唐永徽元年（650年）室利佛逝国取代干陀利国而兴起，位於現今巨港一帶。这个佛教王国在7世纪—9世纪独霸一方，通過貿易交往和武力征服，在蘇門答臘岛、馬來半島、婆羅洲西部傳播馬來文化。但是，歷史學家認為，這個王國的勢力範圍限於沿海地區，內陸地區不受其影響。
7世纪下半叶唐咸亨二年（671年）唐代高僧义净，访问室利佛逝国，停留六个月。
10世纪初唐天祐元年（904年）改称为三佛齐，以勃林邦（今巨港）为首都。
10世纪中叶北宋建隆元年（960年）、二年（961年）、三年（962年）三月、三年十二月，三佛齐国王悉利大霞里坛遣使贡方物。
11世纪下半叶，宋元丰二年（1079年）七月三日三佛齐占卑使来贡方物；元祐三年（1089年）十二月遣使贡方物；元祐五年9（1091）年月又贡。这时三佛齐旧都勃林邦已被东爪哇国侵占，三佛齐国都迁往占卑。
13世纪初叶，宋代泉州市舶司提举趙汝于南宋宝庆元年（1225年）著《诸蕃志》有专条详细叙述三佛齐国。
13世纪中叶，三佛齐远征錫兰失败，国力渐弱。
14世纪末叶明洪武三十年（1397年），三佛齐被爪哇满者伯夷国王灭。

### 蘇門答臘国
蘇門答臘国在元代称为“须文达那国”，位于今日蘇門答臘岛八昔（Parsei）河口，现在那里还有一个名叫须文达那（Sumandra）的小村。
宋史作夏池，或苏忽吒（SUMUTRA 之音译。《南海志》作深没陀罗，《岛夷志略》作须文答剌，《元史》作苏木都速，《明实录》，《郑和航海图》，《瀛涯胜览》，《星槎胜览》，《西洋番国志》，《西洋朝贡典录》，《东西洋考》，《明史》均作苏门答腊
十三世纪末叶元至元九年（1282年），须文达那国遣使贡方物。在明代才改称为蘇門答臘国，但仍然不是蘇門答臘全岛。
十四世纪末明洪武元年（1368年），蘇門答臘国王奉献金叶表，贡马匹和方物。
十五世纪初明永乐三年（1405年）蘇門答臘王苏丹罕难阿必镇遣使阿里入贡，明太宗詔封苏丹罕难阿必镇为蘇門答臘国王，赐印、金币。永乐五年再次遣使入贡。随后蘇門答臘国遭到那孤儿国侵略，蘇門答臘国王中毒箭死，王子苏干拉年幼，王妃下令，如有勇士能够替国王报仇，保卫蘇門答臘国，愿意嫁为妻子。有一老渔翁挺身而出，打败那孤儿国，王妃果然嫁给老渔翁，并尊老渔翁为老国王。
永乐七年（1410年）老渔翁国王来京师朝贡，永乐十年（1413年）明太宗遣使往蘇門答臘国。这时候，前王子苏干拉已经成人，纠众杀老渔翁国王，然后纠众逃往山中建立山寨。永乐十三年（1416年）三保太监郑和擒获前王子苏干拉送京伏法。少渔翁王感恩不尽。宣德十年（1436年）明宣宗昭封少渔翁王的儿子继承王位。後來，蘇門答臘国被亞齊酋長國所滅，亞齊酋長國一直延續到20世纪，而蘇門答臘成为全岛的名字。
在19世纪，蘇門答臘的各王國一個接著一個被荷蘭殖民者打敗，唯有亞齊酋長國維持獨立。為了占領這個酋長國，荷蘭人付出了惨重的代價，打了昂貴的亞齊戰爭（1870年—1905年）。
1298年马可·波罗曾叙述Samara，就是须文达那国。阿拉伯遊歷家伊本·白图泰曾經到過须文达那国，他稱這個国為"Sumatra"（阿拉伯文對“Samudra”的音譯）但《伊本·白图泰游记》没有得到应有的重视，直到19世纪，才被西欧的学术界重新发现。十五世纪初叶，威尼斯旅行家尼可罗·达·康替到蘇門答臘国旅游达一年之久，他在所著的《游纪》中称蘇門答臘为Shamuttera，

## 行政區域

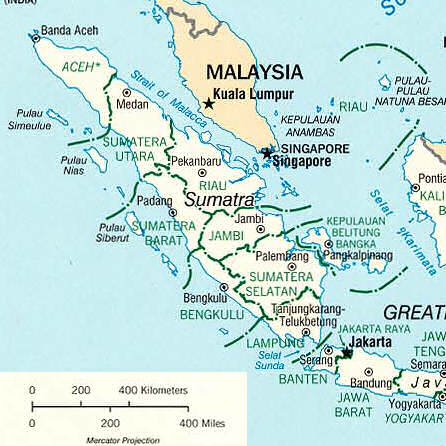
蘇門答臘行政區劃

蘇門答臘地區共分成十個省，其中主要位於蘇門答臘本島的有八個省，由北而南依次為：
- 亞齊省（Aceh），首府：班達亞齊（Banda Aceh）
- 北苏门答腊省（Sumatera Utara），首府：棉蘭（Medan）
- 廖內省（Riau），首府：北干巴魯（Pekanbaru）
- 西苏门答腊省（Sumatera Barat），首府：巴東（Padang）
- 占碑省（Jambi），首府：占碑市（Jambi）
- 南苏门答腊省（Sumatera Selatan），首府：巨港（Palembang）
- 明古魯省（Bengkulu），首府：明古鲁市（Bengkulu）
- 楠榜省（Lampung），首府：班達楠榜（Bandar Lampung）

全部位於外島的有兩個省：
- 廖內群島省（Kepulauan Riau），首府：丹戎檳榔（Tanjungpinang）
- 邦加－勿里洞省（Bangka-Belitung），首府：邦加檳港（Bangkalpinang）

## 人口
蘇門答臘人口密度不高（85人/平方公里），人口稠密的地區包括北蘇門答臘、以及西蘇門答臘的中央高地，最大的市區集中在巨港和棉蘭。
當地居民使用52種不同語言，均屬於南島語系，文化方面也很接近。在東部，最普遍的語言是馬來語，但在其他地區不同的民族使用其他語言：南部和中部有Lampung语和米南加保语，北部的山區有巴塔克语，最北部沿海地區有亞齊語。在市區也有華人使用閩南語。
蘇門答臘岛大部分人信奉伊斯蘭教，但巴塔克人信基督教（荷蘭人傳播的宗教），除此之外，也有印度教徒、汉传佛教徒、天主教徒等。

## 動植物群
- 苏门答腊松（Sumatran Pine）
- 大花草
- 紅毛猩猩
- 矮人（Orang Pendek）
- 蘇門答臘犀
- 蘇門答臘虎
- 蘇門答臘巨扁鍬形蟲

## 灾难

### 地震
苏门答腊岛是个地震多发区，近年来有多次强地震发生：
1. 2012年苏门答腊地震
2. 2010年苏门答腊地震
3. 2009年苏门答腊地震

## 圖片

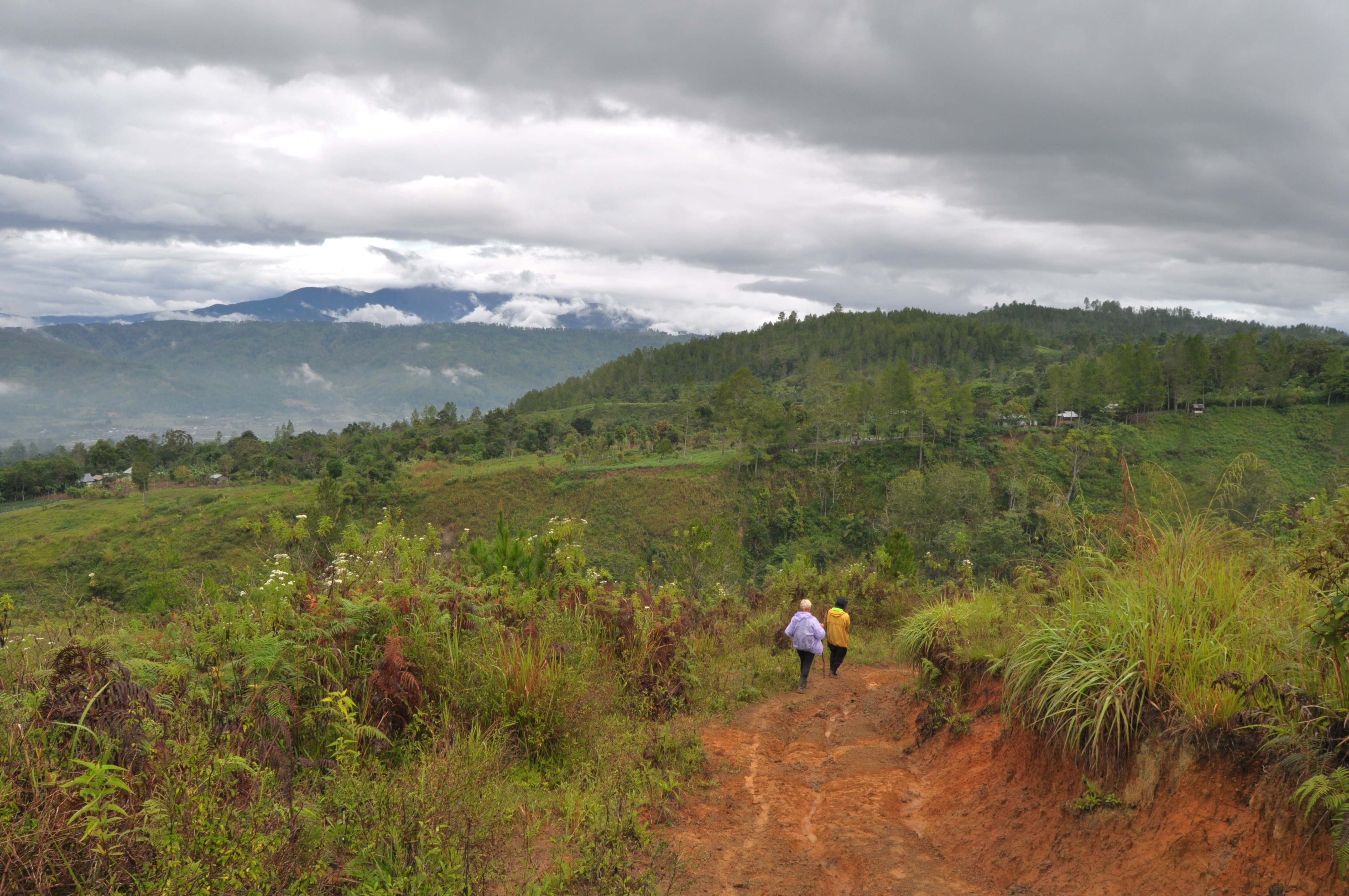
山嶺
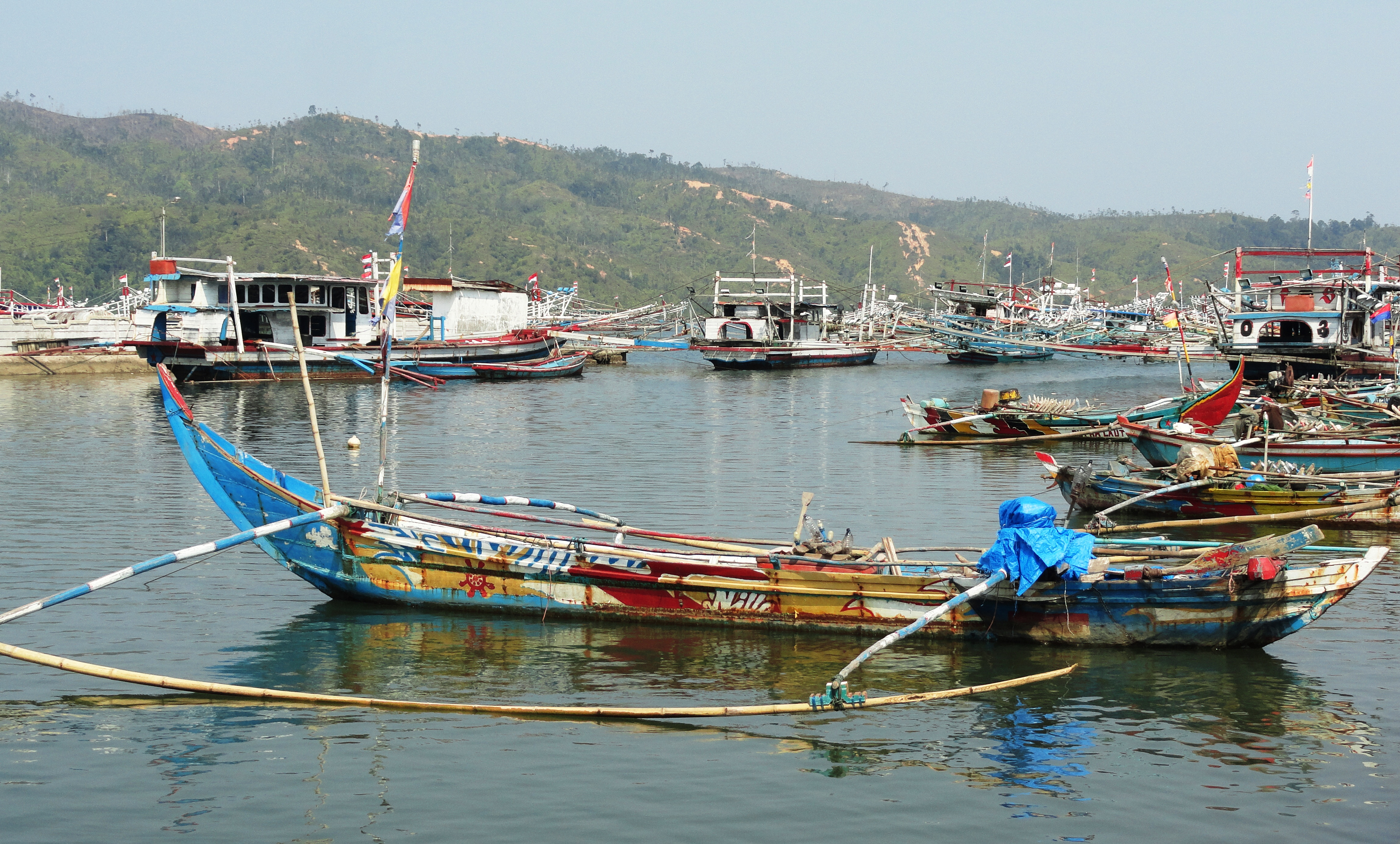
漁港

## 延伸阅读
[在维基数据编辑]
 《明史卷三百二十五》，出自《明史》
- 陈佳荣，谢方，陆俊玲 《古代南海地名》 中华书局 1986年版1049页SUMATRA 条

### 引用
1. ↑  义净：《大唐西域求法高僧传·贞固传》
2. ↑  明马欢《瀛涯胜览·苏门答剌国》：“本处有一渔翁奋志而言‘我亦能报’遂领兵众当先杀败花面王复雪其仇”44页 海洋出版社 2005 ISBN 7-5027-6378-3/K
3. ↑  明马欢《瀛涯胜览·苏门答剌国》：“王妻不负前盟，与渔翁配合称为老王”，44页 海洋出版社 2005 ISBN 7-5027-6378-3/K
4. ↑  明巩珍著《西洋番国志·苏门答剌》：“国王妻遂嫁渔翁，称为老国王，政事地赋悉听老王裁制”向达校注中华书局2000年18页ISBN 7-101-02025-9

## 外部連結
- 苏门答腊 （页面存档备份，存于） 行政区划网
- 印度尼西亚 行政区划网
- offers a brief history of the Minangkabau region (West Sumatra) （页面存档备份，存于）